# 内海啓貴
内海 啓貴（うつみ あきよし、1995年1月16日 - ）は日本の俳優。神奈川県秦野市出身。ホリプロ・ブッキング・エージェンシー所属。

## 略歴
- ワタナベエンターテインメントから子会社であるDIVE’移籍ののち、フリーで歌手として活動。その後、サンズエンタテインメントに所属[2][3]。
- 2024年11月、ホリプロ・ブッキング・エージェンシー所属[1]。

## 人物
- 名前は本名。11画+12画が「末広がりで年を重ねるごとに良くなっていく画数」で縁起が良いとして命名された。
- 特技はギター 、歌、作詞・ 作曲 、野球[2]。
- 所持している資格はPADIオープンダイバー[2]。また、運転免許も取得している。
- 父親が野球チームのコーチを務めていたこともあり、小学校～中学校時代の9年間野球をやっていた。高校では軽音楽部に所属。
- 家族構成は父、母、兄。スタイリストである2つ歳上の兄と2022年5月まで二人暮らしをしていたが、現在は一人暮らし。
- 両親ともに「内海（うつみ）」姓。そのため、幼少期は同姓同士でしか結婚できないと勘違いしていた。
- 祖父母がスナックを経営しており、幼少の頃から歌謡曲が身近にあったことがミュージカル俳優を志すことに繋がった。
- 2018年10月にニコニコチャンネル『スナックあきよし』を開設。祖父母のスナックから影響を受けて命名。
- ワタナベエンターテインメントの育成課程であるp.o.t challenge卒業。
- 事務所のオーディションには母親が応募。当時は保育士を目指しており芸能界に興味はなかったが、母親の「ゲームを買ってあげるから」という言葉につられてオーディションを受けた。
- ミュージカル『黒執事』-Tango on the Campania- で共演した古川雄大に強く憧れており、同公演の期間中に誕生日を迎えた自身へのプレゼントとして古川雄大の写真集を購入した。
- 甘いものは好きだが、辛いものが苦手。また、お化けと毛虫も苦手。
- 俳優の横田龍儀とは高校の同級生。
- 二十歳で上京してから約2年間たこ焼き屋でアルバイトをしており、ミュージカル『テニスの王子様』の出演中も続けていた。本人曰く、たこ焼きの腕は「プロ級」。
- 2022年2月14日に公式ファンクラブを開設。ロゴマークはミュージカル『テニスの王子様』で共演した後藤大が製作した。

## 出演

### 舞台
※太字は主演
- 歳末明治座 る・フェア～年末だよ！みんな集合！！（2013年12月21 - 31日、明治座 他）[4][5]
  - 第一部 年末ワイド時代劇「いい国作ろう鎌倉幕府～源氏の御曹司～」 - 藤原泰衡 役
  - 第二部 『SHOWでしょう！』 - かむろ8 伍 役
- リボンの騎士〜鷲尾高校演劇部奮闘記（2014年9月11日 - 14日、六行会ホール） - 牧内順 役[6]
- ミュージカル『テニスの王子様』3rdシーズン - 日吉若 役[7]
  - 青学vs氷帝 （2016年7月14日 - 9月25日、TOKYO DOME CITY HALL 他）[8]
  - 青学vs六角（2016年12月22日 - 2017年2月12日、TOKYO DOME CITY HALL 他）[9]
  - TEAM Live HYŌTEI（2017年4月12日 - 23日、TOKYO DOME CITY HALL 他）[10]
  - Dream Live 2017（2017年5月26日 - 28日、横浜アリーナ）[11]
  - 全国大会 青学vs氷帝（2018年2018年7月12日 - 9月24日、TOKYO DOME CITY HALL 他）[12]
  - テニミュ文化祭（2018年11月23日 - 24日、池袋・サンシャインシティ 展示ホールA）[13][14]
  - 秋の大運動会 2019（2019年10月8日 - 9日、横浜アリーナ）[15]
  - 全国大会 青学vs立海 後編（2019年12月19日 - 2020年2月16日、TOKYO DOME CITY HALL 他）[16]
  - Dream Live 2020（2020年5月22日 - 24日、大阪城ホール / 5月29日 - 5月31日、ぴあアリーナMM）[17] ⇒新型コロナウイルスの影響により全公演中止[18]
- イムリ[19]（2017年7月26日 - 31日、俳優座劇場） - デュルク 役[20]
- 劇団TEAM-ODAC 第25回本公演「毎日が冒険～ねぇ… miss you～」（2017年8月9日 - 13日、紀伊國屋サザンシアター TAKASHIMAYA）[21]
- 超！脱獄歌劇「ナンバカ」（2017年9月14日 - 24日、Zeppブルーシアター六本木） - 九十九 役[22]
- ミュージカル「黒執事」-Tango on the Campania-（2017年12月31日 - 2018年2月12日、TBS赤坂ACTシアター 他） - エドワード・ミッドフォード 役[23]
- SOLID STARプロデュースvol.12「ハッピーマーケット!」（2017年11月22日 - 26日、全労済ホール/スペース・ゼロ） - 佐光十夢 役[24]
- ミュージカル「陰陽師」～平安絵巻～（2018年3月9日 - 4月22日、日本青年館ホール 他） - 白無常 役[25]
- 極上文學「こゝろ」（2018年12月13日 - 18日、紀伊國屋サザンシアター TAKASHIMAYA）- 私 役[26]
- Nostalgic Wonderland♪ ～song&dance show 2019～（2019年1月11日 - 20日、恵比寿 ザ・ガーデンホール 他）[27]
- ミュージカル『いつか～one fine day』（2019年4月11日 - 21日、東京・シアタートラム）- 後輩・タマキ 役[28]
  - 『いつか～one fine day』in Concert（2020年11月5日・6日、神田明神ホール） - 後輩・タマキ 役[29]
- 音楽劇「Zip&Candy」（2019年7月4日 - 14日、俳優座劇場）- ヒア 役[30]
- 『Like A』room［003］（2019年8月7日 - 14日、新宿FACE）- ドクター 役[31]
- 恋するブロードウェイ♪vol.6（2019年10月31日 - 11月3日、恵比寿 ザ・ガーデンホール）[32]
- ミュージカル「アナスタシア」 - ディミトリ 役
  - （2020年3月1日 - 4月18日、東急シアターオーブ 他）
  - （2023年9 - 10月、東急シアターオーブ / 10月、梅田芸術劇場 メインホール）[33]

- Nostalgic Wonderland♪～song & dance show～ 2020（2020年8月5日 - 10日、恵比寿 ザ・ガーデンホール）[34]
- 35MM: A MUSICAL EXHIBITION（2020年10月31日 - 11月1日、TBS赤坂ACTシアター）[35]
- VR演劇「僕はまだ死んでない」（2021年2月1日 - 3月7日）- 白井直人 役[36]　※配信作品のため、期間については閲覧可能期間を記載
- ミュージカル「BARNUM」（2021年3月6日 - 4月2日、東京芸術劇場 プレイハウス 他）- エイモス・スカダー 役（Wキャスト）[37]
- Color of Theater「ROSSO」（2021年6月27日 - 30日、TBS赤坂ACTシアター）[38]
- ミュージカル「SMOKE」（2021年8月28日 - 10月17日、浅草九劇 他）- 海 役[39]
- ミュージカル『GREASE』（2021年10月30日 - 12月19日、シアタークリエ 他） - ドゥーディー 役[40]
- ミュージカル『ラ・カージュ・オ・フォール』（2022年3月8日 - 5月8日、日生劇場 他） - ジャン・ミッシェル 役[41]
- BE MORE CHILL（2022年7月25日 - 8月10日、新国立劇場 中劇場 / 8月20日 - 21日、キャナルシティ劇場 / 8月27日 - 29日、COOL JAPAN PARK OSAKA）[42]
- ミュージカル 「バイ・バイ・バーディー」（2022年10月18日 - 11月10日、KAAT 神奈川芸術劇場 他）- ランドルフ・マカフィー 役[43]
- ミュージカル 「ドリームガールズ」 （2023年2月5日 - 14日、東京国際フォーラム / 2月20日 - 3月5日、梅田芸術劇場）- C.C.ホワイト 役[44]
- ミュージカル『ダーウィン・ヤング 悪の起源』（2023年6月7日 - 25日、シアタークリエ / 6月30日 - 7月2日、兵庫県立芸術文化センター 阪急中ホール） - レオ・マーシャル 役[45]
- 音楽劇『不思議な国のエロス』〜アリストパネス「女の平和」より〜（2024年2月16日 - 25日、新国立劇場 小劇場） - カミラス 役[46]
- ミュージカル『ロミオ&ジュリエット』（2024年5月16日 - 6月10日、新国立劇場 中劇場 / 6月22日・23日、刈谷市総合文化センター / 7月3日 - 15日、梅田芸術劇場 メインホール） - ベンヴォーリオ 役（Wキャスト）[47]
- ミュージカル『9 to 5』（2024年10月6日 - 21日、日本青年館ホール / 10月25日 - 28日、オリックス劇場 / 11月1日 - 3日、キャナルシティ劇場 / 11月7日 - 8日、静岡市清水文化会館 大ホール） - ジョー 役[48]
- ミュージカル『ミセン』（2025年1月10日 - 14日、新歌舞伎座 / 2月1日・2日、愛知県芸術劇場 大ホール / 2月6日 - 11日、めぐろパーシモンホール 大ホール） - ハン・ソギュル 役[49][50]
- ミュージカル『1789 -バスティーユの恋人たち-』（2025年4月8日 - 5月16日、明治座 他） - カミーユ・デムーラン 役[51]
- 内海啓貴単独公演『Aside -monodrama with music-』（2025年8月9日・10日〈予定〉、I'M A SHOW）[52]
- CLUB SEVEN another place II（2025年10月4日 - 14日、よみうりホール / 10月24日・25日、サンケイホールブリーゼ）[53]

### 映画
- フェアトレードボーイ 第2弾（2015年） - カモツ 役[54]
- おかざき恋愛四鏡「はちみつイズム」（2019年）[55]
- BLOOD-CLUB DOLLS 2（2020年7月11日）[56]

### TV
ドラマ
- GTO（2012年 - 2013年、関西テレビ） - 宮森勇気 役
  - GTO（2012年7月3日 - 9月11日）
  - GTO 秋も鬼暴れスペシャル!（2012年10月2日）
  - GTO 完結編さらば鬼塚!卒業スペシャル（2013年4月2日）
- 相棒11 第14話（2013年2月6日、テレビ朝日） - 藍沢弘信 役
- イタズラなKiss〜Love in TOKYO（2013年、フジテレビTWO） - 中川武人 役

バラエティ・その他
- Rの法則（2011年 - 2018年、NHK Eテレ）第2期メンバー[57]
- 人狼系推理バトル「レジスタンスイレブン」（2019年4月4日、日テレプラス）- 其ノ一の陣
- 猫のひたいほどワイド（2020年4月 - 2021年3月、テレビ神奈川） - 木曜借り隊レッド
- こわでん 夏が終わってもゾクゾクしたい！日本各地の怖い伝説とその裏の真実（2020年9月11日、BSプレミアム）
- こわでん 日本各地の怖い伝説　冬でもゾクゾクしたいあなたに！（2021年1月22日、BSプレミアム）

### イベント
- 2.5次元フェス(仮)（2016年12月4日、幕張メッセ）ステージイベント ミュージカル『テニスの王子様』[58][59]
- Anime Japan 2017（2017年3月26日、東京ビッグサイト）[60]
- 内海啓貴×Fatima Design コラボアクセサリー お渡しイベント（2017年10月15日、NAVAJO COYOTE）[61]
- 内海啓貴1st写真集「AKIYOSHI」発売記念イベント（2018年4月30日、ヴィレッジヴァンガード渋谷本店B2イベントスペース）[62]
- 内海啓貴 1st 写真集記念 Live（2018年5月13日、渋谷TAKE OFF 7）[63]
- ACT in MUSIC（2018年10月24日、新宿BLAZE）
- 内海啓貴ワンマンライブ（2018年10月27日、渋谷TAKE OFF 7）[64]
- ACT in MUSIC vol.2（2018年11月14日、渋谷duo MUSIC EXCHANGE）
- 『しゃべり部！』（2018年11月4日、渋谷カルチャーカルチャー）- 回替わりゲスト出演[65]
- 内海啓貴カレンダー発売記念ミニトーク＆お渡し会（2019年1月26日、原宿ストロボカフェ）
- スナックあきよし公開イベント vol.01（2019年2月3日、蒲田ニューエイト）
- 藤岡正明ライブイベント「音時～ototoki～」（2019年8月3日、赤羽ReNY alpha）- ゲスト出演
- クロネコジャンボリー2020（2020年10月17日、TIAT SKY HALL）
- 猫のひたいほどワイド 祝５周年感謝祭 ～不良猫の青い春～（2021年3月7日、KT Zepp Yokohama）[66]⇒新型コロナウイルスの影響により延期、2021年7月3日に同会場にて開催
- 三浦宏規×内海啓貴 〜Live〜（2022年12月3日 - 4日、I'M A SHOW）

## 作品
- 内海啓貴ファースト写真集 AKIYOSHI（2018年4月27日、トランスワールドジャパン）[67]